# União Garimpeira Esporte Clube
União Garimpeira Esporte Clube foi um clube brasileiro de futebol da cidade de Nortelândia, no estado do Mato Grosso.
Fundado no dia 10 de junho de 1986. Suas cores tradicionais eram o vermelho e o verde.

## História
Nos primeiros anos de existência, destacou-se em campeonatos amadores de Mato Grosso, principalmente da região médio-norte do estado. Por conta disso, a convite da Federação Matogrossense de Futebol, tornou-se um clube profissional e em 1989 foi inscrito no Campeonato Mato-Grossense para a disputa da Segunda Divisão da competição.
Em 27 de agosto de 1989, o União Garimpeira fez sua estreia na Segunda Divisão do Campeonato Mato-Grossense. A equipe nortelandense fez parte do Grupo B da competição. Durante a fase de grupos, o time terminou em 1º Lugar no Primeiro Turno e em 4º Lugar no Segundo Turno. Já nas Semifinais, enfrentou o Florestão, time da cidade de Alta Floresta, em jogos de ida e volta e venceu pelo placar somado de 2x1.
A grande final foi disputada em dois confrontos contra a Sociedade Esportiva Vila Aurora. O jogo de ida foi realizado em Nortelândia, no dia 19 de novembro. Na ocasião o União Garimpeira foi derrotado por 1x0. Já no dia 26 de novembro, aconteceu a finalíssima no Estádio Luthero Lopes, em Rondonópolis, onde a partida terminou empatada em 0x0. Entretanto, por conta da soma dos placares, o União Garimpeira ficou na vice-colocação do campeonato.
Em 1990, recém promovido à Primeira Divisão do Campeonato Mato-Grossense, ainda na fase de grupos enfrentou grandes times do estado, como o Mixto e Sinop, e conquistou o 4º Lugar do Grupo B, fator que garantiu ao time uma vaga na repescagem do campeonato. Porém, foi derrotado pelo E.C. Independente, de Poxoréu, e não classificou-se para a fase final do estadual.
No ano de 1995, o União Garimpeira retornou a elite do futebol de Mato Grosso. O primeiro jogo foi no dia 12 de março, contra o Cáceres, em Nortelândia. Nessa edição, o União Garimpeira aplicou sua maior goleada no estadual, 5x0 contra o Dom Bosco, no dia 7 de maio de 1995, no Estádio Barretão. No entanto, de modo geral, o time fez um campeonato abaixo do esperado, terminando em 9º Colocado e fora da zona de classificação para a próxima fase do estadual.

## Estatísticas

### Participações
| Competição  | Competição                | Temporadas | Melhor campanha     | Estreia | Última | P | R |
| Mato Grosso | Campeonato Mato-Grossense | 2          | 7º Lugar (1990)     | 1990    | 1995   |   | – |
| Mato Grosso | 2ª Divisão                | 1          | Vice-campeão (1989) | 1989    | 1989   | 1 |   |

## Campanhas de destaque
- Campeonato Mato-grossense - Segunda Divisão: 2º Lugar em 1989
- Campeonato Mato-grossense - Primeira Divisão: 7º Lugar em 1990